# Audubon-vattafarkúnyúl
Az Audubon-vattafarkúnyúl (Sylvilagus audubonii) az emlősök (Mammalia) osztályának a nyúlalakúak (Lagomorpha) rendjébe, ezen belül a nyúlfélék (Leporidae) családjába tartozó faj.

## Előfordulása
Észak-Amerikában, Montana és nyugat-Texas között honos, de Mexikó északi részén is előfordul.

## Alfajai
- Sylvilagus audubonii audubonii
- Sylvilagus audubonii arizonae
- Sylvilagus audubonii baileyi
- Sylvilagus audubonii confinis
- Sylvilagus audubonii goldmani
- Sylvilagus audubonii minor
- Sylvilagus audubonii warreni

## Megjelenése
A kifejlett példány 33–43 centiméter és 1,5 kilogramm tömegű, fülei 8–10 centiméter hosszúak, mellső lábai 7,5 centiméteresek. Szőrzete barnás színű.
|  |